# Bravo-Jahrescharts 1996
Die Bravo-Jahrescharts werden zum Jahresende von der Bravo-Redaktion als Hitliste erstellt. Die Jugendzeitschrift Bravo erscheint seit 1956 und enthält in jeder Wochenausgabe eine Hitliste, die von den Lesern gewählt wurde. Seit 1960 können die Bravo-Leser außerdem ihre beliebtesten Gesangsstars wählen und dekorieren sie mit dem Bravo Otto.

## Bravo-Jahrescharts 1996
1. First Time – Kelly Family – 567 Punkte
2. I Can’t Help Myself – Kelly Family – 507 Punkte
3. Get Down – Backstreet Boys – 481 Punkte
4. How Deep Is Your Love – Take That – 395 Punkte
5. Don’t Walk Away – Caught in the Act – 368 Punkte
6. Bring Back the Love – Caught in the Act – 332 Punkte
7. Quit Playing Games (with My Heart) – Backstreet Boys – 318 Punkte
8. I’ll Never Break Your Heart – Backstreet Boys – 304 Punkte
9. Never Forget – Take That – 295 Punkte
10. You Know – Caught in the Act – 275 Punkte
11. Forever Love – Gary Barlow – 274 Punkte
12. Wannabe – Spice Girls – 257 Punkte
13. Killing Me Softly – Fugees – 244 Punkte
14. Lemon Tree – Fools Garden – 233 Punkte
15. Hey God – Bon Jovi – 203 Punkte
16. They Don’t Care About Us – Michael Jackson – 216 Punkte
17. We’ve Got It Goin’ On – Backstreet Boys – 215 Punkte
18. Earth Song – Michael Jackson – 214 Punkte
19. Freedom 96 – Robbie Williams – 208 Punkte
20. These Days – Bon Jovi – 205 Punkte

## Bravo-Otto-Wahl 1996

### Popgruppe
1. Goldener Otto: Backstreet Boys
2. Silberner Otto: Kelly Family
3. Bronzener Otto: Caught in the Act

### Rockgruppe
1. Goldener Otto: Die Toten Hosen
2. Silberner Otto: Bon Jovi
3. Bronzener Otto: Die Ärzte

### Pop Sänger
1. Goldener Otto: Peter Andre
2. Silberner Otto: Michael Jackson
3. Bronzener Otto: DJ BoBo

### Pop Sängerinnen
1. Goldener Otto: Blümchen
2. Silberner Otto: Alanis Morissette
3. Bronzener Otto: Mariah Carey